# Alopecosa upembania
Alopecosa upembania är en spindelart som beskrevs av Roewer 1960. Alopecosa upembania ingår i släktet Alopecosa och familjen vargspindlar.
Artens utbredningsområde är Kongo. Inga underarter finns listade i Catalogue of Life.